# Janice Rankin
Janice Rankin (nacida Janice Watt, Inverness, 8 de diciembre de 1972) es una deportista británica que compitió por Escocia en curling.
Participó en los Juegos Olímpicos de Salt Lake City 2002, obteniendo una medalla de oro en la prueba femenina.
Ganó una medalla de plata en el Campeonato Mundial de Curling Femenino de 1994 y una medalla de plata en el Campeonato Europeo de Curling Femenino de 1998.

## Palmarés internacional
| Representando al Reino Unido |                                 |                  |        |
| Juegos Olímpicos             |                                 |                  |        |
| Año                          | Lugar                           | Medalla          | Prueba |
| 2002                         | Salt Lake City (Estados Unidos) | Medalla de oro   | Equipo |
| Representando a Escocia      |                                 |                  |        |
| Campeonato Mundial           |                                 |                  |        |
| Año                          | Lugar                           | Medalla          | Prueba |
| 1994                         | Oberstdorf (Alemania)           | Medalla de plata | Equipo |
| Campeonato Europeo           |                                 |                  |        |
| Año                          | Lugar                           | Medalla          | Prueba |
| 1998                         | Flims (Suiza)                   | Medalla de plata | Equipo |